# 糞箕窩
糞箕窩，是臺灣新竹縣湖口鄉的一個傳統地域名稱，位於該區南部。相較於今日行政區，其範圍大致為湖南村東南大半部。
本地區全境位於新豐溪二級支流糞箕窩溪上游流域範圍內。

## 歷史
台灣清治末期至日治初期，糞箕窩地區為一街庄，稱為「糞箕窩庄」，隸屬於竹北二堡。該庄北及東北與波羅汶庄、大湖口庄、羊喜窩庄為鄰，東南與大平窩庄、枋藔庄為鄰，西南邊及西邊為坪頂埔庄、番仔湖庄。
1901年（日治明治三十四年）11月，全台廢縣廳改設二十廳，該庄隸屬於新竹廳。1909年（明治四十二年）10月，合併二十廳為十二廳，該庄隸屬不變。1920年（大正九年），廢十二廳改設五州二廳，該庄改制為「糞箕窩」大字，隸屬於新竹州新竹郡湖口庄，大字下有「糞箕窩」、「箕南窩」小字名。
戰後湖口庄改制為湖口鄉，隸屬於新竹縣，大字亦改制為村。1950年桃、竹、苗分治，湖口鄉隸屬不變。

## 聚落
本地區發展較早的聚落為糞箕窩，在日治期初期的官方地圖上已有記載，此外尚有糞箕湖聚落。

## 交通
國道1號又稱「中山高速公路」，是台灣西部兩條縱向高速公路之一，大致以東西向經過糞箕窩地區西北端近邊界地帶。境內未設交流道，東側最近的是位於楊梅市區東邊省道台1線交會處的楊梅交流道，西側最近的是波羅汶山南邊的湖口交流道，由此等進入可快速前往台灣西部各地。
省道台1線又稱「縱貫公路」，是台北至屏東楓港的傳統幹道，大致與國道1號並行並位於其北側經過本地區西北端邊界地帶，向東北可前往舊湖口、楊梅、中壢等地，向西北轉西南可前往新豐（山崎）、竹北、新竹等地。
鄉道竹13-1線（湖新路）是舊湖口至太平窩的道路，其西側端點位於舊湖口聚落西南側國道1號高架橋下。由此向東轉東南沿本地區東部邊界地帶蜿蜒而行，出邊界後續向東轉東南可前往太平窩尾並止於鄉道竹13線路口。